# 武吉港脚
武吉港腳，中文簡稱港腳，是馬來西亞柔佛东甲县（原麻坡县）的一個，屬东甲县議會所管轄，亦名利豐港腳，離麻坡市區約16公里，離東甲市區約12公里，離利豐港約3公里，现任村長是刘嘉盛。當地地標是兩座高聳的蓄水塔，建於1936年。

## 歷史
20世紀初，柔佛正處於港主制度時期，武吉港腳是由利豐港港主（Tuan Sungai）張瑞合（1882-1945年）管理，其“大厝”位於今武吉港腳基督教堂的地段上，是兩層樓的亞答建築物，擁有40多間店鋪，包括了豬仔館、鴉片館、工人宿舍等建築物 。
張瑞合祖籍廣東饒平樟溪鎮青嵐木堂村，生於清光緒八年（1882年）十月廿三日。光緒廿九年（1903年），張瑞合南渡馬來亞，定居武吉港腳，並成為利豐港港主。早期開埠居民主要種植甘蜜（Gambier，是一種含有單寧酸的攀緣小樹）和胡椒，1920年後逐漸改種樹膠，現今又被經濟價值較高的棕油和本地水果等農作物所取代。 
武吉港腳在歷史上曾一度被稱為“美人村”。據悉當時約60%以上的村民都是以少女為主，待嫁女兒成了鄰近村莊或小鎮男士的追求對象。又據記載，當昔日的港腳，只要有適合種植西瓜的曠地，居民就會嘗試種植西瓜，因此又有“西瓜村”的別稱。 
2011年，新加坡電視台的連續劇《豬仔館人家》（英文：The Quarters）曾拉隊到該鎮拍攝外景。 

## 名稱由來
武吉港腳名字中的“武吉”指的是小山丘，“港腳”則是潮州話“港主”的譯音。

## 人口
鎮上居民以華裔人口占大多數。目前的華裔人口約有2千戶，當中，福建人最多、潮州、海南、雷州人次之。

## 公共設施

### 學校
- 南華國民型華文小學（Sekolah Jenis Kebangsaan (C) Nan Hwa）——創立於1938年7月7日。
- 武吉港腳國民小學（Sekolah Kebangsaan Bukit Kangkar）。

### 廟宇
- 華裔傳統廟宇：天后宮（又稱媽祖宮，擁百年歷史）、中華義山大伯公宮、昆蘭子龍宮、善心堂、拿督公神龕。
- 清真寺
- 基督教堂
- 印裔廟宇：昆蘭瑪利安馬印度廟

### 社團
- 武吉港腳獅子會（2013年成立）。
- 武吉港腳南華校友會（2014年成立）。

## 文化習俗
每該鎮村內有華裔村民過世，就會有專人將一對對的紅蠟燭沿家挨戶的放在華裔住戶家門前，通報村內有人在辦喪事，這習俗在1936年已經存在，據說已流傳了百多年。 